# Bitwa pod Angamos
Bitwa pod Angamos – bitwa morska, które miała miejsce 8 października 1879 roku, podczas wojny o Pacyfik (zwanej też "wojną o saletrę") między Chile i Peru.
Kiedy w 1879 roku Peru i Boliwia podjęły działania w celu zwiększenia kontroli nad eksploatacją złóż saletry w południowych prowincjach, zagrożone w swych interesach w tym rejonie Chile wypowiedziało obu państwom wojnę i rozpoczęło przygotowania do morskiej inwazji na porty sąsiadów. Peruwiański okręt pancerny "Huáscar" przez niemal pół roku po bitwie pod Iquique skutecznie torpedował chilijskie plany. Dopiero 8 października, w pobliżu Punta de Angamos, "Huáscar" został otoczony, trafiony 76 pociskami, uszkodzony i zdobyty przez okręty chilijskie „Blanco Encalada”, "Covadonga", "O'Higgins", "Loa" i "Almirante Cochrane". W bitwie tej poległ m.in. dowódca "Huáscara", peruwiański kontradmirał Miguel Grau, a sam okręt wcielono wkrótce do marynarki chilijskiej.
Po klęsce flagowego okrętu peruwiańskiego pod Angamos Chile zapanowało nad tym rejonem Pacyfiku, a marynarka peruwiańska nie była już w stanie powstrzymać chilijskiej inwazji na Peru i Boliwię, zakończonej okupacją trwającą do 1883 roku.